# Elopomorpha
A superordem Elopomorpha contém uma variedade de tipos de peixes que vão desde espécies típicas de coloração prateada, como os tarpões e as joaninhas dos Elopiformes e os peixes dos Albuliformes, até as enguias longas e delgadas, de corpo liso, dos Anguilliformes. A única característica que une esse grupo de peixes é que todos eles possuem larvas Leptocephalus, exclusivas dos Elopomorpha. Nenhum outro peixe possui esse tipo de larva.

## Taxonomy
Os Elopomorpha são um grupo de peixes teleósteos e são divididos em várias ordens.
- Gênero †Bullichthys Mayrincka, Britob & Otero, 2010
- Gênero †Eichstaettia Arratia, 1987
- Gênero †Eoenchelys Lu, 1994
- Gênero †Elopomorphorum Weiler ex Martin & Weiler, 1954 [Otolith]
- Ordem Elopiformes Gosline, 1960
  - Família †Anaethaliidae Gaudant, 1968
  - Subordem Elopoidei
    - Família Protelopidae de Saint Seine, 1949
    - Família Elopidae Bonaparte 1832/Valenciennes, 1847
    - Família Megalopidae Jordan, 1882
- Ordem Albuliformes Greenwood et al., 1966 sensu Forey et al., 1996
  - Família †Phyllodontidae Sauvage, 1875 corrig. Jordan, 1923
  - Família Albulidae Bleeker, 1849
- Ordem Notacanthiformes Goodrich, 1909
  - Halosauridae Günther, 1868
  - Notacanthidae Rafinesque, 1810
- Ordem Anguilliformes
  - Família †Derrhiidae Jordan, 1925b
  - Família †Libanechelyidae Taverne, 2004
  - Família †Anguillavidae Hay, 1903
  - Família †Urenchelyidae Jordan, 1905
  - Subordem Protanguilloidei
    - Família Protanguillidae Johnson, Ida & Miya, 2011

  - Subordem Synaphobranchoidei
    - Família Synaphobranchidae Johnson, 1862

  - Subordem Muraenoidei Risso, 1826
    - Família †Georgidentidae Sychevskaya & Prokofiev, 2003
    - Família Pythonichthyidae Böhlke, 1966
    - Família Myrocongridae Gill, 1890
    - Família Muraenidae Rafinesque, 1815

  - Subordem Chlopsoidei
    - Família Chlopsidae Rafinesque, 1815

  - Subordem Congroidei Kaup, 1856
    - Família †Parachelidae Casier, 1967
    - Família Ophichthidae Günther, 1870
    - Família Derichthyidae Gill, 1884
    - Família Muraenesocidae Kaup, 1859
    - Família Nettastomatidae Kaup, 1859
    - Família Congridae Kaup, 1856

  - Subordem Moringuoidei
    - Família Moringuidae Gill, 1885

  - Subordem Anguilloidei Regan, 1909
    - Família †Anguilloididae Blot, 1978
    - Família †Milananguillidae Blot, 1978
    - Família †Mylomyridae Berg, 1940
    - Família †Nardoechelyidae Taverne & Capasso, 2014
    - Família †Paranguillidae Blot, 1980
    - Família †Patavichthyidae Blot, 1981
    - Família †Proteomyridae Blot, 1980
    - Família Nemichthyidae Günther, 1870
    - Família Serrivomeridae Roule, 1929
    - Família Anguillidae Rafinesque, 1810

  - Subordem Saccopharyngoidei Robins, 1989
    - Família Cyematidae Regan, 1912
    - Família Saccopharyngidae Bleeker, 1859
    - Família Eurypharyngidae Gill, 1883
    - Família Monognathidae Bertin, 1936